# Dwór w Tłumaczowie
Dwór w Tłumaczowie – zabytkowy dwór wybudowany w drugiej połowie XIX w. Tłumaczowie.
Dwór położony jest we wsi w Polsce, w województwie dolnośląskim, w powiecie kłodzkim, w gminie Radków, na pograniczu Gór Suchych i Obniżenia Ścinawki w Sudetach Środkowych.
Dwukondygnacyjny dwór, nakryty dachem czterospadowym wraz z parkiem należy do zespołu dworskiego.